# Reichenbachfäden

Zwei horizontale Reichenbachfäden (unterhalb der 24 und oberhalb der 23) über und unter dem zentrierten Fadenkreuz im Okular eines Zielfernrohrs

Als Reichenbachfäden, Reichenbach’sche Distanzfäden, auch Distanzfäden oder Distanzstriche, werden zwei parallele, meist horizontale Striche im Fadennetz eines Zielfernrohrs bezeichnet, die in Verbindung mit einer Messlatte zur genäherten optischen Entfernungsmessung dienen. Sie wurden um 1800 erstmals vom Geodäten und Feinmechaniker Georg Reichenbach in einen Theodolit eingebaut. Diese Fadenmarkierungen werden auch in den Zielfernrohren von Nivelliergeräten und Schusswaffen verwendet.
Wenn die zwei Striche (früher Spinnfäden) im gegenseitigen Winkelabstand w = 34,38′ angebracht sind (tan w = 0,01), entspricht der auf der Messlatte (zum Beispiel eine Nivellierlatte) in Zentimetern abgelesene Abschnitt der Entfernung in Metern. Bei geübten Beobachtern beträgt die Genauigkeit etwa 0,1 Prozent der Entfernung. Wird statt einer horizontalen eine Schrägdistanz gemessen, ist noch der Höhenwinkel zu berücksichtigen.
Im Fadennetz der meisten Theodolite ist noch ein zweites Paar von Reichenbachfäden (senkrecht) angebracht, um auch eine allfällige horizontale Messbasis zur Streckenmessung verwenden zu können.
Eine Anwendung auch für geneigte Visuren erlaubt der um 1810 entwickelte Reichenbach-Distanzmesser. Das Theodolit-ähnliche Instrument erlaubt die genaue Messung des Höhenwinkels und wurde im  Mathematisch-Feinmechanischen Institut von Reichenbach und Josef Fraunhofer entwickelt. Ab etwa 1820 wurde es von Utzschneider und Fraunhofer in München produziert.  

## Beispiel

Horizontale Distanzstriche eines Nivelliergerätes

Im Bild links beträgt der abgelesene Abstand zwischen den beiden kurzen horizontalen Distanzfäden auf der Nivellierlatte mit Dezimeterteilung (Maßeinheit dm):
(15 dm − 13,45 dm) = 1,55 dm
Die gesuchte Entfernung zur Messlatte kann durch Multiplikation des abgelesenen Abstandes mit dem Faktor 100 ermittelt werden:
1,55 dm · 100 = 155 dm = 15,5 m
Die Messlatte befindet sich also in 15,5 Metern Entfernung von der Bildebene des Messgeräts.